# Principe de Hume
Le principe de Hume ou HP (pour Hume's principle) — les termes ont été inventés par George Boolos — déclare que le nombre de " F " est égal au nombre de " G " si et seulement s'il y a une correspondance biunivoque (une bijection) entre les " F " et les " G ". Le principe de Hume peut être énoncée formellement dans des systèmes de logique de second ordre. Le principe de Hume est nommé en référence au philosophe écossais David Hume.
Le HP joue un rôle central dans la philosophie des mathématiques de Gottlob Frege. Frege montre que HP et les définitions appropriées des notions arithmétiques impliquent tous les axiomes de ce que nous appelons maintenant l'arithmétique du second ordre. Ce résultat, connu sous le nom de théorème de Frege, est le fondement d'une philosophie des mathématiques connue sous le nom néo-logicisme.

## Origines
Le principe de Hume apparaît dans Les Fondements de l'arithmétique de Frege (§73), qui cite la Partie III du Livre I du Traité de la nature humaine de David Hume (1740). Hume établit sept relations fondamentales entre les idées. En ce qui concerne l'une d'elles, proportionnellement en quantité ou en nombre, Hume soutient que notre raisonnement sur la proportion en quantité, tel que représenté par la géométrie, ne peut jamais obtenir une « parfaite précision et exactitude », puisque ses principes dérivent de l'apparence sensorielle. Il oppose cela au raisonnement sur le nombre ou l'arithmétique, dans lequel une telle précision peut être atteinte :

« L'algèbre et l'arithmétique sont les seules sciences dans lesquelles nous pouvons porter une chaîne de raisonnement à un degré quelconque de complexité, tout en conservant une parfaite exactitude et certitude. Nous possédons une norme précise, par laquelle nous pouvons juger de l'égalité et de la proportion des nombres; Et selon qu'ils correspondent ou non à cette norme, nous déterminons leurs relations, sans aucune erreur possible. Lorsque deux nombres sont ainsi combinés, que l'un a toujours une unité répondant à une unité de l'autre, nous les prononçons égaux; Et c'est par manque d'un tel degré d'égalité dans l'extension [spatiale], que la géométrie peut à peine être estimée une science parfaite et infaillible. »

— (I. III. I.)
Notez l'utilisation par Hume du mot nombre dans le sens ancien, pour désigner un ensemble ou une collection de choses plutôt que la notion moderne commune d'« entier positif ». La notion grecque de nombre (arithmos) est d'une pluralité finie composée d'unités. Voir Aristote, Métaphysique, 1020a14 et Euclide, Éléments, Livre VII, Définitions 1 et 2. Le contraste entre la conception ancienne et moderne du nombre est discuté en détail dans Mayberry (2000).

## Influence sur la théorie des ensembles
Le principe selon lequel le nombre cardinal devait être caractérisé en termes de correspondance biunivoque avait été précédemment employé par Georg Cantor, dont Frege connaissait les écrits. Une suggestion selon laquelle le principe de Hume aurait dû être nommé le « principe de Cantor » a été faite. Mais Frege a critiqué Cantor selon le motif que celui-ci définit les nombres cardinaux en termes de nombres ordinaux, alors que Frege voulait donner une caractérisation des cardinaux qui était indépendante des ordinaux. Le point de vue de Cantor est cependant celui qui s'inscrit dans les théories contemporaines du nombre transfini, telles qu'elles sont développées dans la théorie axiomatique des ensembles.